# De Pauw (Gouda)
De Pauw is een monumentaal pand aan de Kleiweg in de Nederlandse stad Gouda.

## Beschrijving
Het huis De Pauw is het enige rijksmonument aan de belangrijkste winkelstraat van Gouda, de Kleiweg. In de rijk gesneden kroonlijst van het pand is het jaartal 1727 aangebracht. De vensters van de bovenste verdieping dateren evenals de kroonlijst, uit de 18e eeuw. Het huis dankt waarschijnlijk zijn naam aan een vroegere bewoner. Niet alleen de naam van het huis is daar een teken van, maar ook twee van de consoles hebben de vorm van pauwen. De beide andere consoles, waarvan er één is verdwenen, hebben de vorm van putti.
In de 18e eeuw was het huis in het bezit van de vermogende koopman Gerrit Pauwen Knoop. Waarschijnlijk is hij degene die het huis zijn naam heeft gegeven en de opdracht heeft gegeven voor het aanbrengen van de pauwen in de kroonlijst. Al in de loop van de 18e eeuw komt de naam De Pauw als benaming van de woning voor in een verkoopakte.

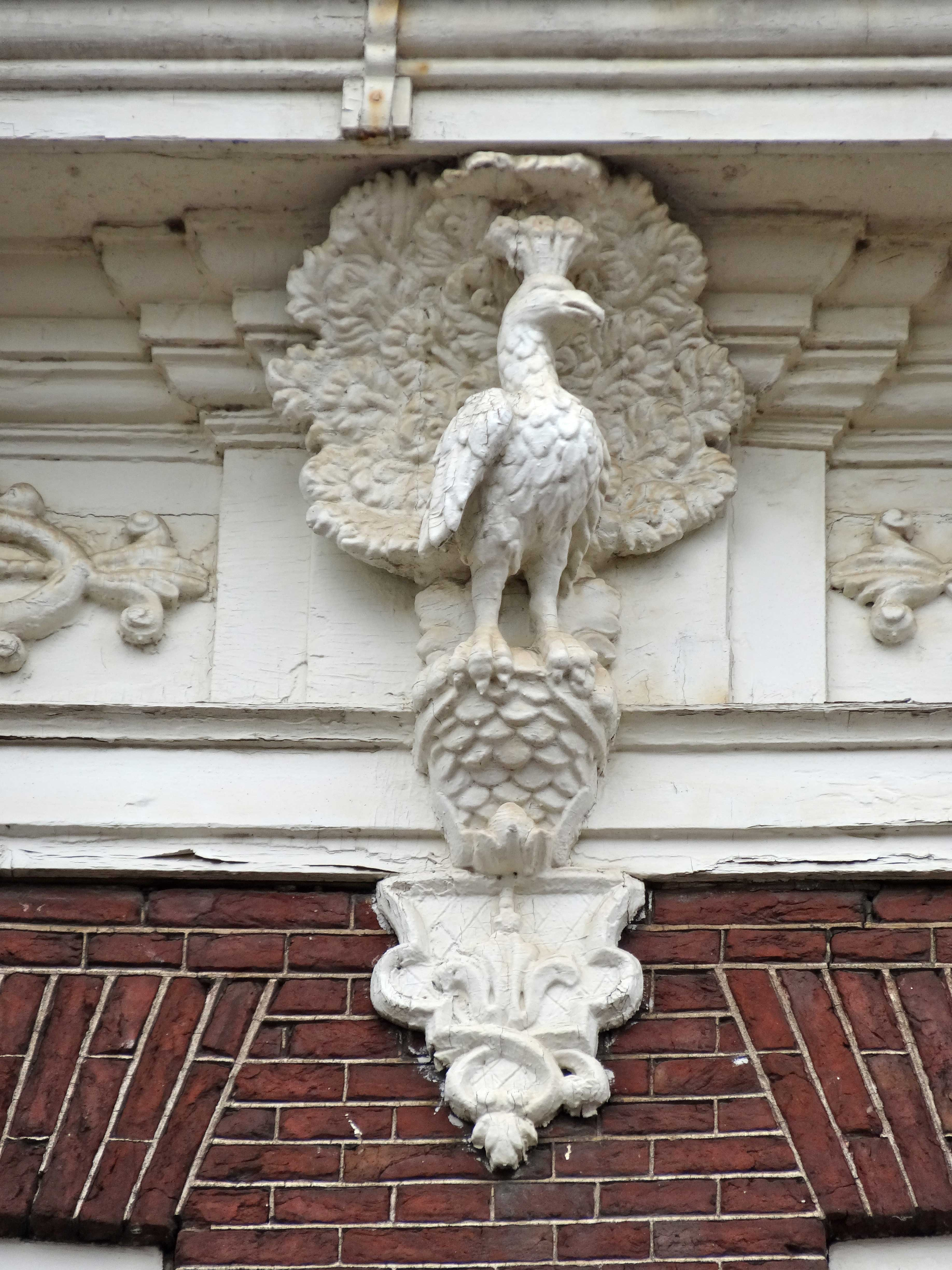
linker pauw
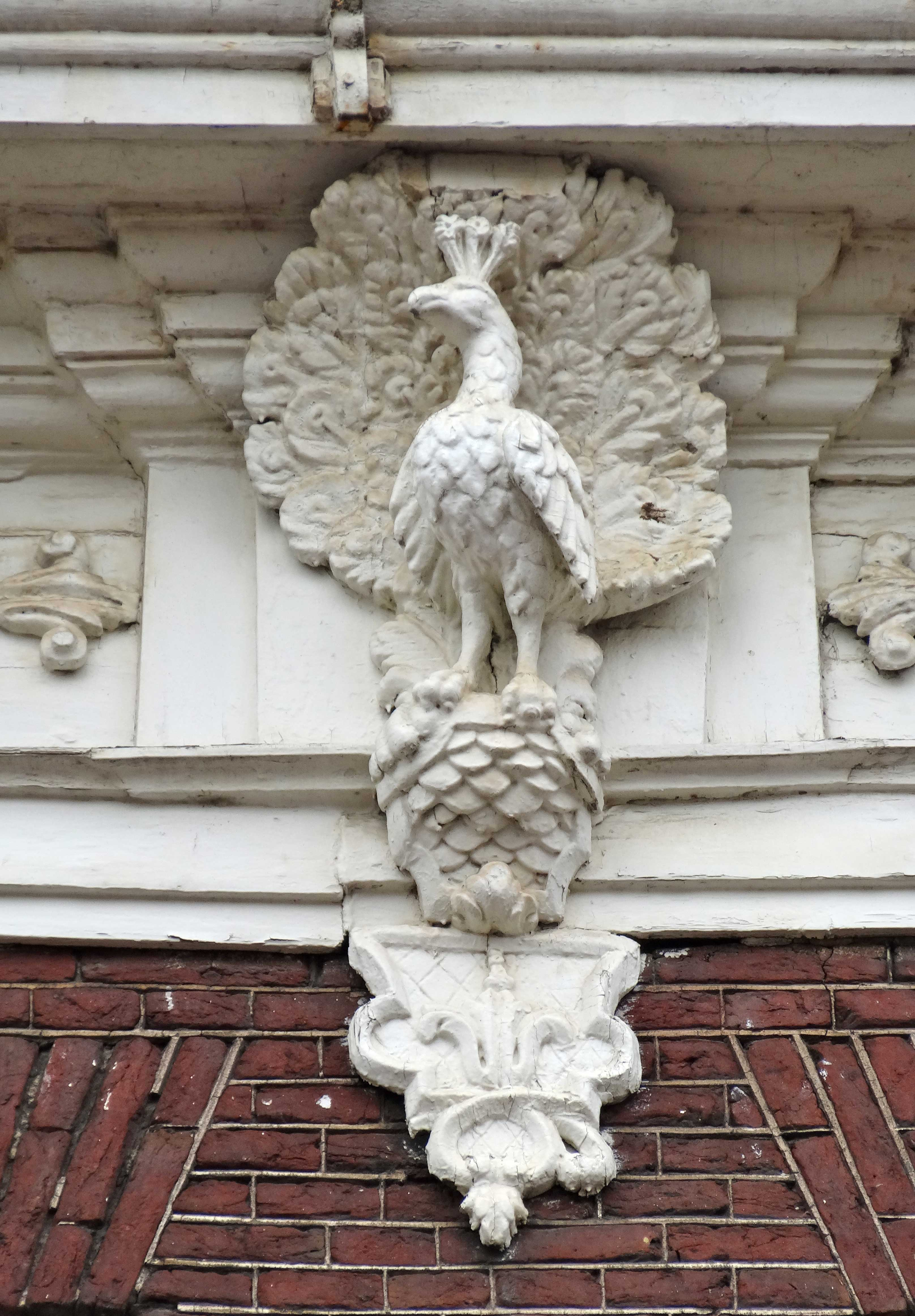
rechter pauw
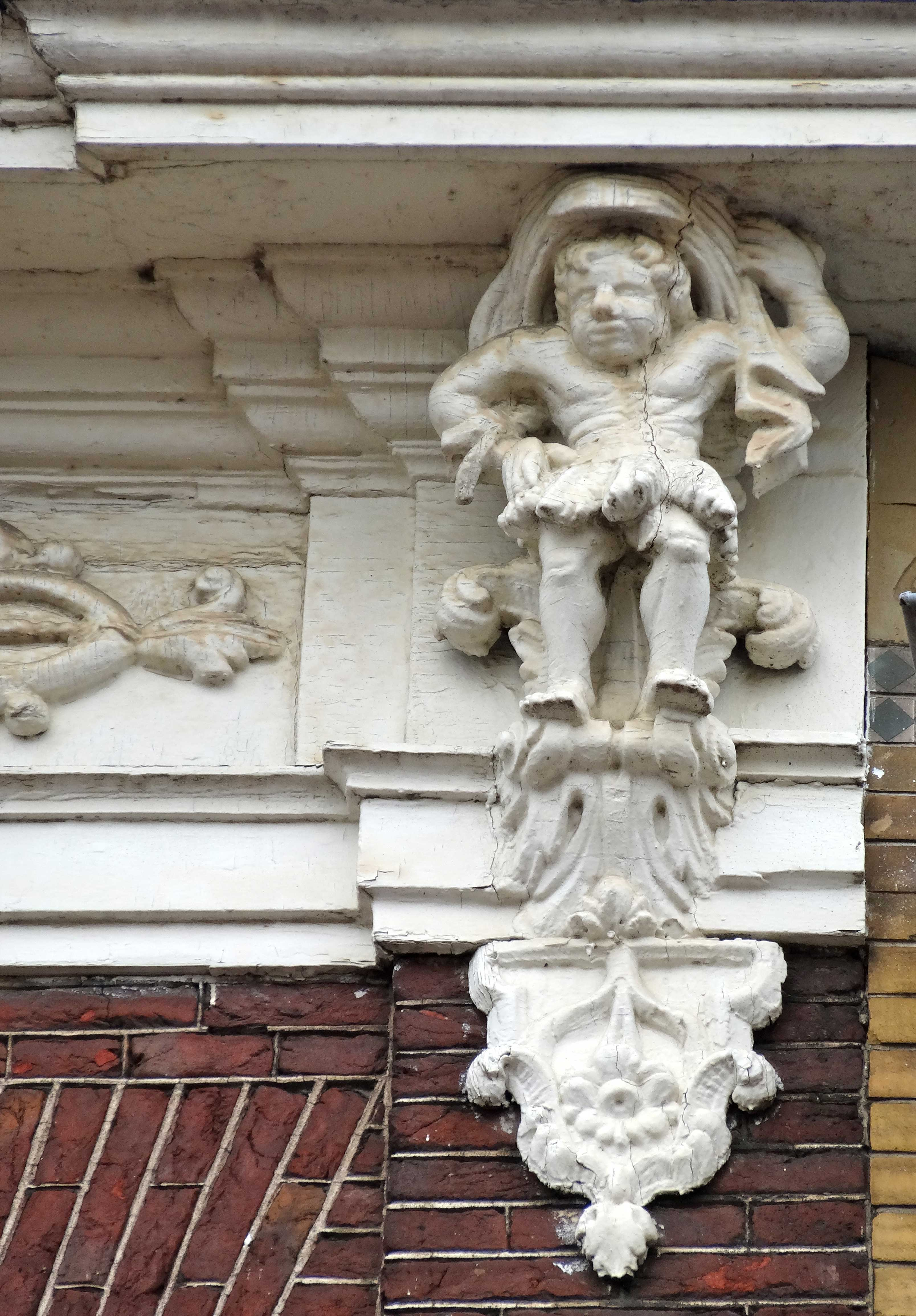
Putti